# Монтекарото
Монтекаро̀то (на италиански: Montecarotto, на местен диалект Montigarò, Монтигаро) е село и община в Централна Италия, провинция Анкона, регион Марке. Разположено е на 380 m надморска височина. Населението на общината е 2037 души (към 2010 г.).